# Флаг Удомельского городского округа
Флаг муниципального образования «Удо́мельский городской округ» Тверской области Российской Федерации — опознавательно-правовой знак, являющийся символом статуса и самоуправления района.
Первоначально данный флаг был утверждён 25 декабря 2003 года флагом муниципального образования «Удомельский район».
Законом Тверской области от 7 декабря 2015 года № 117-ЗО, 18 декабря 2015 года все муниципальные образования Удомельского района были преобразованы в Удомельский городской округ.
Решением Удомельской городской Думы от 20 сентября 2018 года флаг Удомельского района был утверждён флагом Удомельского городского округа.

## Описание
Прямоугольное полотнище, воспроизводящее композицию гербового щита с вертикальной полосой у древка с изображением в верхней её части шапки Мономаха на зелёной подушке.
Геральдическое описание герба гласит: «В лазоревом (голубом, синем) поле серебряный безант, окружённый положенными в крест четырьмя частями расторгнутого серебряного кольца и сопровождаемый по сторонам половинками расторгнутого пояса, также серебряного и обременённого с каждой из сторон отвлечённым червлёным (красным) андреевским крестом, переплетённым со сквозным ромбом того же цвета».

## Символика
Фигуры флага отражают исторические, социально-экономические и природные особенности района.
Геральдический пояс — символ соединения людей вокруг общего дела — строительства и эксплуатации Калининской АЭС.
Ядро — символ мирного атома и совершенства.
Кольцо является символом доверия и обретения полномочий.
Орнамент символизирует культуру района и эмблематическим языком выражает любовь как созидающую силу.
Лазоревый цвет говорит о красоте природы.